# Ждрал (ваздухопловна једрилица)
Ждрал је двоседа ваздухопловна једрилица немачког конструктора Ханса Јакобса, и немачке фирме
ДФС. Име је добила према немачком називу за птицу ждрал (нем. Kranich) која се одликује изванредним летачким особинама, лако полеће и лети, може да превали огромна растојања, живи на пространству од Сибира до Индије, западне Европе па до Судана. У току експлоатације ове једрилице доказао је да је она оправдала свој назив.

## Пројектовање и развој
Једрилица је контруисана 1935. године на основу искустава на
једноседу Реншпербер (DFS Rhönsperber). Иако је био двосед перформасе Ждрала нису много заостајале за тадашњим једноседима тако да су на њему постигнути многи рекорди од 1937. до избијања Другог светског рата. 1938 је постигнут рекорд у трајању лета од 50 часова и 15 минута.

### Технички опис
Ждрал је једрилица дрвене конструкције. Тело (труп) је направљен од дрвене конструкције која је обложена дрвеном лепенком. У трупу се налази кабина са два седишта у тандем распореду (један иза другог) са дуплим командама. Труп једрилице је елипсастог облика, истањеног од кабине према репу једрилице. На репу се налазе хоризонтални и вертикални стабилизатор са кормилима висине и правца. Носећа конструкција ових елемената је дрвена а облоге су од импрегнираног платна. Нападне ивице су обложене дрвеном лепенком.
Крила једрилице су такође дрвене конструкције, форме галебовог крила усађене у труп нешто изнад половине трупа. Са предње ивице крила су обложена дрвеном лепенком а са задње ивице крила и управљачке површине пресвучене су импрегнираним платном. При трупу, крила су пресвучена провидним материјалом како би инструктор који је на другом месту у кабини имао бољи преглед испод једрилице. Аеропрофил крила је био Gö 535. Уздижући део крила је правоугаоног облика док је хоризонтални део трапезастог облика са заобљеним крајевима. У крила су уграђене аеродинамичке кочнице.
Једрилица за стајни трап има клизач и фиксне удвојене точкове.

### Варијанте једрилица
- DFS Kranich - оригинална првобитна производна верзија DFS
- Kranich II - друга производна верзија производила се у Karl Schweyer AG, Чехословачкој, Поњској, Шпанији и Шведској
- Flygplan Se-103 - послератна лиценцна производња у Шведској за шведско ратно ваздухопловство, произведено 30 примерака
- SZD-C Žurav - послератна лиценцна производња у Пољској
- Focke-Wulf Kranich III - Тоталан редизајн
- Ždral - послератна производња у Југославији

## Карактеристике

### Опште:
Посада: 2, ученик, наставник
Распоред седишта: тандем
Дужина: 7.70 m
Размах Крила: 18.00 m
Виткост: 14.57
Аеропрофил: Go 535
Површина Крила: 22.70 m²

### Маса:
Празна: 285 kg
Максимална полетна: 495 kg
Оптерећење крила: 21.8 kg/m²

### Перформансе:
Највећа Финеса: 22.5
Минимално пропадање 0,75 m/s при 51,5 km/h
Пропадање 1,56 m/s при 100 km/h

## Оперативно коришћење
Пилот Ерих Клокнер је 11. октобра 1940. године са једрилицом Краних (Ждрал) постигао је рекордну висину од 11.460 m. с обзиром да је рекорд постигнут за време рата признање му је од Fédération Aéronautique Internationale (FAI) стигло тек 1990. године. Ова једрилица је држала девет светских и безброј националних рекорда а 1952. године освојио Светско првенство за двоседе.
Југославија је до 2 једрилице Краних дошла при крају рата као ратни плен, захваљујући једриличару и инжењеру Борису Цијану официру ЈА који је пронашао ове једрилице у Аустрији 1945. године заробио их и пребацио за Марибор. До планова (цртежа) за производњу ових једрилица се дошло на основу разних репарација. У фабрици авиона „Утва“ је 1948 започета серија од 10 једрилица, а касније је у словеначкој фабрици једрилица „Летов“ до 1957 произведено још 17 примерака. Ове једрилице су коришћене готово у свим аеро клубовима у Југославији за обуку једриличара.

## Сачувани примерци
У Музеју Југословенског ваздухопловства на аеродрому "Никола Тесла" у Београду се налази сачувани примерак Ждрала (YU-5014).

## Земље које су користиле ову једрилицу
| - Аустрија - Југославија - Финска - Немачка - Француска - Швајцарска | - Шпанија - Шведска - Чехословачка - Пољска - Мађарска |